# Catherine Fulop
Catherine Amanda Fulop García (Caracas, 11 de marzo de 1965) es una actriz, conductora y modelo venezolana nacionalizada argentina. Es conocida en Sudamérica por los personajes de Abigaíl Guzmán en la telenovela Abigaíl, y de Sonia Rey en la telenovela juvenil Rebelde Way. (Sonia Rey)

## Biografía
Es la quinta hija de una familia numerosa, de madre venezolana y padre húngaro, quien emigró a Venezuela después de la Segunda Guerra Mundial. Tiene seis hermanas y un hermano. En 1986, participó en el famoso concurso de belleza venezolano Miss Venezuela junto a Maite Delgado, Carolina Perpetuo, Bárbara Palacios, entre otras, donde representó al estado Vargas y obtuvo el puesto de tercera finalista. Desde 1990, estuvo casada con Fernando Carrillo, actor venezolano con el que compartió protagonismo en las telenovelas Abigail, Pasionaria y Cara bonita y de quien se divorció en 1994.
En 1998 se casó con el actor y empresario argentino Osvaldo Sabatini, hermano de la popular tenista argentina Gabriela Sabatini, con quien tiene dos hijas, Oriana y Tiziana Sabatini. 
Actualmente reside en Buenos Aires, Argentina, donde se ha hecho famosa realizando su carrera artística, protagonizando telenovelas, conduciendo programas de televisión, participando en obras de teatro, realizando publicidades para importantes marcas y en la radio La 100.

## Carrera
Ha participado en diversos concursos de belleza, en Miss Venezuela fue elegida como tercera finalista y Miss América Latina donde fue finalista. En 1987 inicia su carrera como actriz en RCTV con un pequeño papel en la telenovela Roberta y ese mismo año protagoniza la telenovela Mi amada Beatriz, junto a Miguel Alcántara. Posteriormente protagoniza las miniseries La Muchacha del Circo y Amor Marcado junto a Fernando Carrillo, y en 1988 vuelve a protagonizar junto a Carrillo la telenovela Abigail, con la cual logra consolidarse como una estrella nacional e internacional. 
Entre 1991 y 1992 protagonizó junto a Jean Carlo Simancas la telenovela Mundo de fieras, la cual fue su última telenovela en Venezuela. Entre 1992 y 1993, en España, presentó el programa Viéndonos, junto al dúo cómico Martes y 13 en TVE como consecuencia de la popularidad que adquirió en el país ibérico con sus telenovelas Abigail, Mundo de fieras, Déjate querer y Pasionaria.
En 1993-1994, junto a Carlos Mata, rodaron la telenovela Déjate querer en Argentina. Entre 2000 y 2001 protagonizó la telecomedia de Pol-ka, Ilusiones compartidas junto a Oscar Martínez. El 5 de septiembre de 2001 debutó en el teatro en Argentina con la obra Extraña pareja femenina y continuó en 2002 con Monólogos de la vagina y en 2004 con El show de las divorciadas. Fulop también ha colaborado como copresentadora en programas televisivos. Ha recibido varios premios en Venezuela a la mejor actriz y, en Madrid, en 1996 ganó el Inocente de plata, de la gala Inocente Inocente. En 2002 y 2003 encarnó el personaje de Sonia Rey, una vedette de teatro de revista y madre soltera de Marizza Pía Spiritto/Marizza Pía Andrade interpretado por Camila Bordonaba en la exitosa serie de televisión argentina Rebelde Way. Entre 2002 y 2008 fue conductora del programa matutino de Fox Sports, Catherine 100%. 
En 2006 debutó como vedette de la mano de Jorge Guinzburg en Un país de revistas, que continuó encabezando hasta 2007. Participó del segmento de Showmatch, Bailando por un sueño junto al soñador Rodrigo Esmella, y condujo el programa de moda Tendencia, en Canal 9. Fue jurado del programa Talento argentino y conductora del programa ¿Quién quiere casarse con mi hijo? en Telefe.
En febrero de 2009 fue jurado del Festival de la Canción de Viña del Mar en Chile, certamen en el cual fue elegida reina por los periodistas acreditados, recibiendo premios y ofreciendo el tradicional piscinazo en el Hotel O'Higgins de la ciudad. Dada la popularidad que alcanzó con el público de Chile, TVN la contrató para que durante un mes acompañara a Felipe Camiroaga en la conducción de Animal nocturno.
Regresó a las telenovelas en 2013 como protagonista de Taxxi, amores cruzados, junto a Gabriel Corrado, Nicolás Riera y Rocío Igarzábal. Además, participó como actriz invitada de Sos mi hombre. 
En 2015 vuelve a la televisión en su rol de conductora del ciclo Los unos y los otros, en América TV. Durante el mismo año interpreta a la villana principal de Por amarte así, telenovela protagonizada por Gabriel Corrado emitido por Telefe.
El 2 de mayo de 2019, en un programa de radio, hizo una comparación entre la crisis de Venezuela con lo sucedido en los campos de concentración de la Alemania nazi durante la Segunda Guerra Mundial, que generó una polémica y un fuerte repudio. Catherine Fulop había dicho en el programa:

"A los empleados públicos los tienen amenazados porque, si no, pierden sus trabajos, tienen a esa gente de los barrios a los que les dan plata y medicamentos que van a seguir bailando al son de ellos porque antes no han tenido nada. 
¿Por qué crees que Hitler sobrevivió, porque solito lo hizo todo? No, porque dentro de los judíos eran los peores, los más torturadores dentro de los campos de concentración. Los sapos eran los propios judíos que torturaban a su propia gente. Esto mismo está pasando en Venezuela".
Catherine Fulop

Tras este dicho, el abogado Jorge Monastersky presentó una denuncia que quedó a cargo del Juzgado Correccional Federal 4 a cargo del juez Ariel Lijo y del fiscal Federico Delgado, por violar el artículo 3 de la ley 23.592.

Artículo. 3°.- Serán reprimidos con prisión de un mes a tres años los que participaren en una organización o realizaren propaganda basados en ideas o teorías de superioridad de una raza o de un grupo de personas de determinada religión, origen étnico o color, que tengan por objeto la justificación o promoción de la discriminación racial o religiosa en cualquier forma. En igual pena incurrirán quienes por cualquier medio alentaren o iniciaren a la persecución o el odio contra una persona o grupos de personas a causa de su raza, religión, nacionalidad o ideas políticas.
Constitución de la Nación Argentina

Posteriormente, pidió disculpas a la comunidad judía.

## Trayectoria

### Televisión
| Ficciones     | Ficciones                              | Ficciones                       | Ficciones         | Ficciones                                     | Ficciones |
| Año           | Ficción                                | Personaje                       | Canal             | Notas                                         | País      |
| ------------- | -------------------------------------- | ------------------------------- | ----------------- | --------------------------------------------- | --------- |
| 1987          | Roberta (telenovela)                   | Belkys                          | RCTV              | Participación                                 | Venezuela |
| 1987-1988     | Mi amada Beatriz                       | Beatriz de la Caridad Castañeda | RCTV              | Protagonista                                  | Venezuela |
| 1988          | La muchacha del circo                  | Raiza Reyes/Adelina Sulbarán    | RCTV              | Protagonista                                  | Venezuela |
| 1988-1989     | Abigaíl                                | Abigaíl Guzmán de Ruiz          | RCTV              | Protagonista                                  | Venezuela |
| 1989          | Amor marcado                           | Desconocido                     | RCTV              | Protagonista                                  | Venezuela |
| 1990-1991     | Pasionaria                             | Bárbara Santana de Monteverde   | Venevisión        | Protagonista                                  | Venezuela |
| 1991-1992     | Mundo de fieras                        | Rosario "Charito" Flores        | Venevisión        | Protagonista                                  | Venezuela |
| 1993-1994     | Déjate querer                          | Bárbara Sánchez                 | Telefe            | Protagonista                                  | Argentina |
| 1994          | ¡Grande, pa!                           | Verónica                        | Telefe            | Participación especial                        | Argentina |
| 1994-1995     | Cara bonita                            | Nené                            | Telefe            | Protagonista                                  | Argentina |
| 1997          | Archivo negro                          | Rebeca Núñez                    | Canal 13          | Protagonista                                  | Argentina |
| 1998          | Chica cósmica                          | Extraterrestre                  | América           | Protagonista                                  | Argentina |
| 1999          | La Argentina de Tato                   | Lezlibeth Pacheco               | Canal 13          |                                               | Argentina |
| 2000-2001     | Ilusiones compartidas                  | Caridad Guanarito               | Canal 13          | Protagonista                                  | Argentina |
| 2000          | Tiempo final 1                         | Ana                             | Telefe            | Protagonista del episodio Hombre araña        | Argentina |
| 2001          | Pone a Francella                       | Ella misma                      | Telefe            | Participación especial                        | Argentina |
| 2002-2003     | Rebelde Way                            | Sonia Rey                       | Canal 9 / América | Protagonista                                  | Argentina |
| 2004          | De la cama al living                   | Desconocido                     | Canal 7           | Protagonista del episodio Juegos de seducción | Argentina |
| 2004          | La niñera                              | Desconocido                     | Telefe            | Participación especial                        | Argentina |
| 2005          | ¿Quién es el jefe?                     | Natalia                         | Telefe            | Participación especial                        | Argentina |
| 2005          | Una familia especial                   | Desconocido                     | Canal 13          | Participación especial                        | Argentina |
| 2006          | Los ex                                 | Desconocido                     | Telefe            | Protagonista                                  | Argentina |
| 2009          | Los exitosos Pells                     | Julia                           | Telefe            | Participación especial                        | Argentina |
| 2011          | La mujer perfecta                      | Ella misma                      | Venevisión        | Cameo                                         | Venezuela |
| 2011          | Los Únicos                             | Jéssica "Jessi" Durán Valdés    | Canal 13          | Participación especial                        | Argentina |
| 2011          | Porque te quiero así                   | Alejandra Guzmán                | Canal 10          | Protagonista de la 2ª temporada               | Uruguay   |
| 2012          | La pelu                                | Ella misma                      | Telefe            | Cameo                                         | Argentina |
| 2013          | Sos mi hombre                          | Violeta Argüello                | Canal 13          | Participación especial                        | Argentina |
| 2013-2014     | Taxxi, amores cruzados                 | Lucía Linares                   | Telefe            | Protagonista                                  | Argentina |
| 2015          | Viudas e hijos del Rock & Roll         | Miriam                          | Telefe            | Participación especial                        | Argentina |
| 2016-2017     | Por amarte así                         | Fátima Pellegrini               | Telefe            | Antagonista Principal                         | Argentina |
| Programas     |                                        |                                 |                   |                                               |           |
| Año           | Programa                               | Rol                             | Canal             | Notas                                         | País      |
| 1992-1993     | Viéndonos                              | Conductora                      | TVE               |                                               | España    |
| 1999          | Metro Show                             | Conductora                      | América           |                                               | Argentina |
| 1999-2000     | Corazón partido                        | Conductora invitada             | TVN               |                                               | Chile     |
| 2002-2008     | Catherine 100%                         | Conductora                      | Fox Sports        |                                               | Argentina |
| 2003          | El tiempo es dinero                    | Conductora                      | Canal 9           |                                               | Argentina |
| 2007          | Showmatch: Bailando por un sueño 2007  | Participante                    | Canal 13          | Abandonó voluntariamente                      | Argentina |
| 2008          | Tendencia                              | Conductora                      | Canal 9           |                                               | Argentina |
| 2008-2011     | Talento argentino                      | Jurado                          | Telefe            |                                               | Argentina |
| 2009          | Festival de la Canción de Viña del Mar | Jurado                          | Canal 13/TVN      |                                               | Chile     |
| 2009          | Animal nocturno                        | Conductora                      | TVN               | Conductora invitada por cuatro capítulos      | Chile     |
| 2012          | ¿Quien quiere casarse con mi hijo?     | Conductora                      | Telefe            |                                               | Argentina |
| 2015          | Los unos y los otros                   | Conductora                      | América TV        |                                               | Argentina |
| 2017          | Showmatch: Bailando 2017               | Participante                    | Canal 13          | Acompañando a Melina Lezcano                  | Argentina |
| 2020          | Tardes bellas                          | Conductora                      | Ciudad Magazine   |                                               | Argentina |
| 2021–2022     | MasterChef Celebrity Argentina 3       | Participante                    | Telefe            | 15.ª eliminada                                | Argentina |
| 2022–presente | Talento rojo                           | Jurado                          | TVN               |                                               | Chile     |

### Cine
- Mercenarios (2005)
- Marigold (2007)
- Solos en la ciudad (2011)

### Teatro
- El amor y el interés (1987)
- Ensayo de amor (1989)
- El cuarto y el tiempo (1990)
- Extraña pareja femenina (2001-2002)
- Los monólogos de la vagina (2002)
- El show de las divorciadas (2004)
- Un país de revista (2006)
- Rosa de dos aromas (2008)
- Educando a Rita (2009)

### Videojuegos
- Marbella vice (1994)

## Premios y nominaciones
| Año  | Premio                                               | Categoría                          | Trabajo    | Resultado |
| ---- | ---------------------------------------------------- | ---------------------------------- | ---------- | --------- |
| 1998 | TP de Oro                                            | Mejor Actriz                       | Abigaíl    | Nominada  |
| 2009 | Festival Internacional de la Canción de Viña del Mar | Reina del Festival de Viña del Mar | Ella misma | Ganadora  |